# Rotellistica 93 Novara
Rotellistica '93 è stata una squadra di hockey su pista di Novara nata nel 1974 con il nome di Rotellistica Novara, nome mutato dall'allora Presidente Roberto Bobbio (negli anni '80 Presidente dell'Amatori Novara) che aveva ereditato la vecchia società con denominazione Sant'Antonio. Allora la pista di gioco era in corso Risorgimento a Novara. Allenatore era Lino Grassi e poi, tra gli altri, Nanotti (anche tecnico della Nazionale), tra i vice Presidenti anche Luciano Ubezio che poi diventerà Presidente dell'Hockey Novara.
La Società ha successivamente cambiato la sua denominazione in Associazione Sportiva Rotellistica '93 al termine della stagione 1992-1993.
La squadra vanta numerose partecipazioni ai campionati di Serie B, A2 e A1. 
La "Rotellistica '93" pattinaggio artistico vanta diversi titoli regionali, nazionali ed internazionali.
Dal 2016 le attività sono assorbite dalla Polisportiva San Giacomo di Novara.